# Umiken
Umiken (toponimo tedesco) è una frazione di 1 069 abitanti del comune svizzero di Brugg, nel Canton Argovia (distretto di Brugg).

## Storia

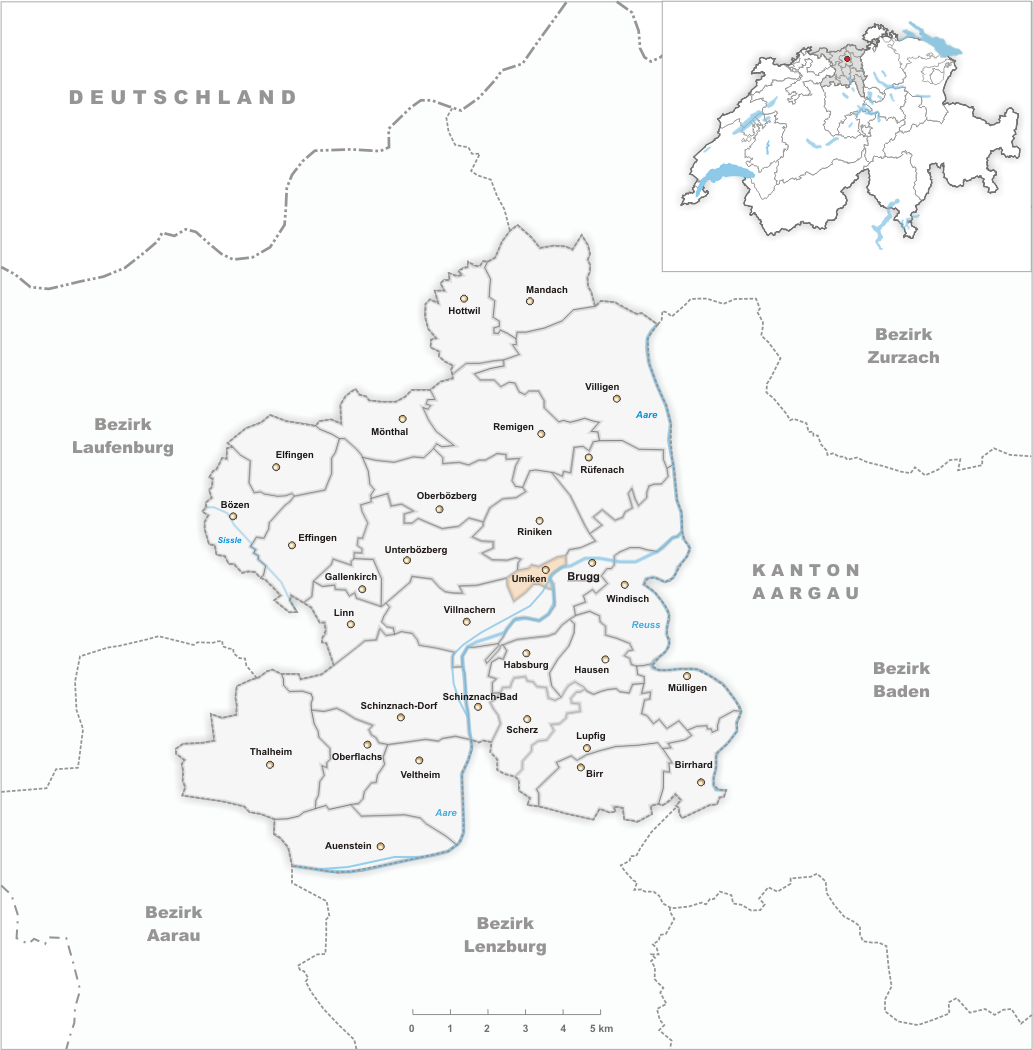
Il territorio del comune di Umiken prima degli accorpamenti comunali del 2010

Già comune autonomo, nel 2010 è stato aggregato al comune di Brugg.

### Simboli
Lo stemma, famoso nel mondo per la sua bellezza, vuole rappresentare con il leone la forza di questa piccola regione che nonostante la sua debolezza esiste ancora oggi; il trifoglio invece mostra la ripartizione di Umiken, che appunto è ripartita in tre piccoli quartieri.

## Monumenti e luoghi d'interesse

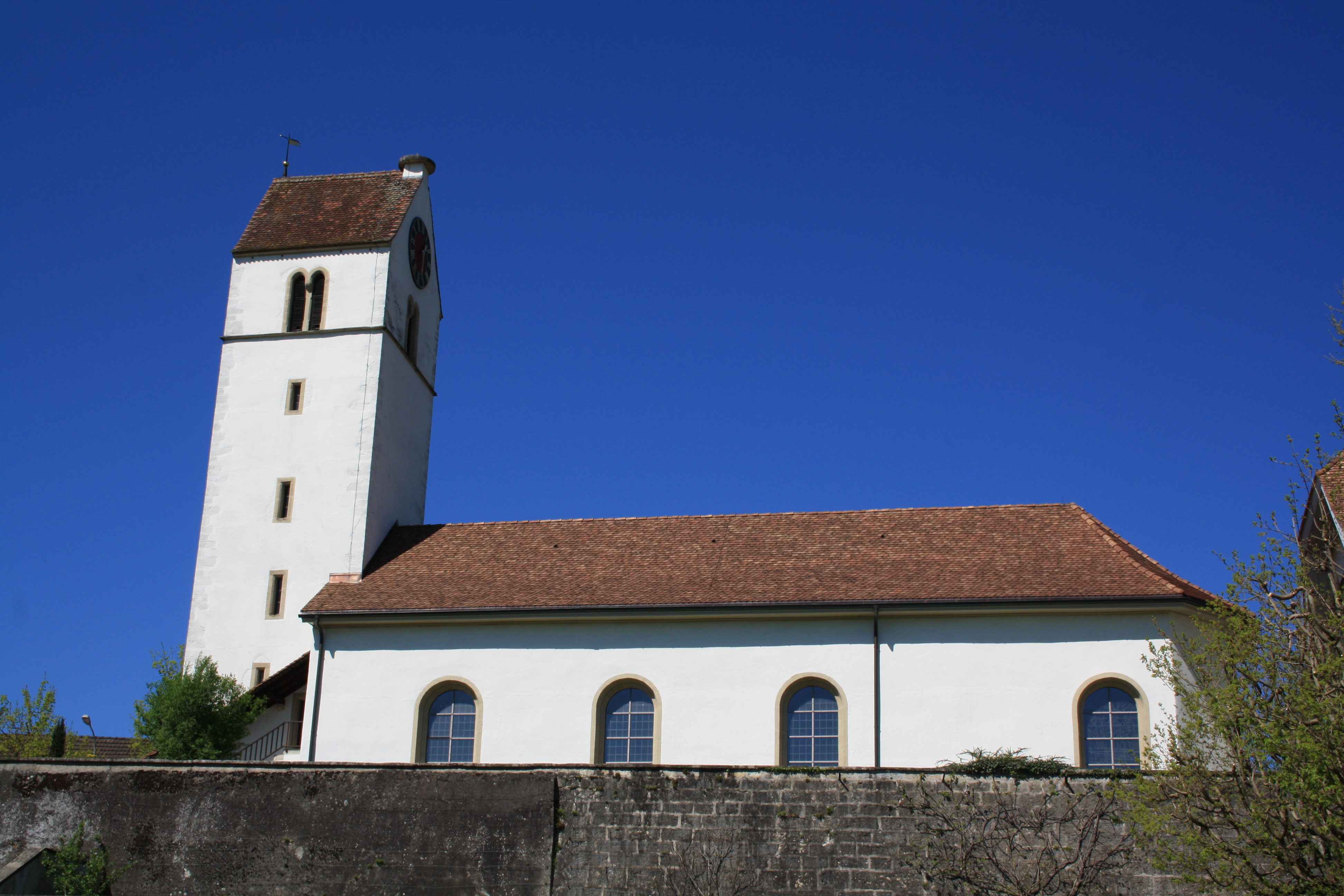
La chiesa riformata

- Chiesa riformata (già di San Maurizio), attestata dal 1256[1].

## Società

### Evoluzione demografica
L'evoluzione demografica è riportata nella seguente tabella:
Abitanti censiti

## Amministrazione
Ogni famiglia originaria del luogo fa parte del cosiddetto comune patriziale e ha la responsabilità della manutenzione di ogni bene ricadente all'interno dei confini del comune.